# مربرن (كامبريدجشير)
مربرن (بالإنجليزية: Morborne)‏ هي قرية وأبرشية مدنية تقع في المملكة المتحدة في إنجلترا.